# Liste der Monuments historiques in Laval-sur-Tourbe
Die Liste der Monuments historiques in Laval-sur-Tourbe führt die Monuments historiques in der französischen Gemeinde Laval-sur-Tourbe auf.

## Liste der Objekte
| Bezeichnung               | Beschreibung                          | Standort                       | Kennzeichnung | Schutzstatus | Datum | Bild |
| ------------------------- | ------------------------------------- | ------------------------------ | ------------- | ------------ | ----- | ---- |
| Taufbecher                | Silber, gemarkt 1783 oder 1784        | in der Kirche St-Pierre (Lage) | PM51001314    | Classé       | 1993  |      |
| Hauptaltar                | Holz, vergoldet, 18. Jahrhundert      | in der Kirche St-Pierre (Lage) | PM51002303    | Inscrit      | 1975  |      |
| Ziborium                  | Silber, vergoldet, bezeichnet 1845    | in der Kirche St-Pierre (Lage) | PM51003236    | Inscrit      | 1989  |      |
| Kruzifix                  | Holz, 18. Jahrhundert                 | in der Kirche St-Pierre (Lage) | PM51003238    | Inscrit      | 1989  |      |
| Monstranz                 | Silber, vergoldet, bezeichnet 1845    | in der Kirche St-Pierre (Lage) | PM51003237    | Inscrit      | 1989  |      |
| Becher                    | Silber, zwischen 1798 und 1809        | in der Kirche St-Pierre (Lage) | PM51001313    | Classé       | 1992  |      |
| Skulptur Madonna mit Kind | Holz, farbig gefasst, 17. Jahrhundert | in der Kirche St-Pierre (Lage) | PM51002302    | Inscrit      | 1975  |      |
| Kelch                     | Silber, bezeichnet 1846               | in der Kirche St-Pierre (Lage) | PM51003235    | Inscrit      | 1989  |      |
| Skulptur Petrus           | Holz, farbig gefasst, 17. Jahrhundert | in der Kirche St-Pierre (Lage) | PM51002301    | Inscrit      | 1975  |      |